# Rhamnus davurica
Rhamnus davurica es una especie de planta con flores perteneciente a la familia del espino cerval, conocida informalmente como espino cerval dauriano. Es nativa de China, Corea del Norte, Mongolia, Siberia Oriental y Japón. Está presente en América del Norte como especie introducida.

## Descripción
Esta planta es similar al espino amarillo común, pero los tallos son más robustos y las hojas más largas. En las zonas de donde es nativa puede alcanzar hasta 10 metros de altura. También puede alcanzar hasta 9 metros de cultivo. Las hojas dispuestas opuestamente miden hasta 13 cm de largo por 6 de ancho en su zona de origen, y usualmente son más pequeñas en lugares donde son introducidas. Las flores masculinas miden un poco menos de un centímetro de largo y las flores femeninas son ligeramente más pequeñas. El fruto es una drupa que contiene dos semillas.
En los Estados Unidos es una especie invasora, que crece en bosques y otros tipos de hábitat. Mientras que en su natal China se desarrolla en lugares húmedos, como en bordes de canales.

## Usos
Sus hojas son comestibles, se las debe hervir antes de consumirlas. Las hojas son un substituto de las hojas de té.
De sus hojas y ramas se obtiene un tinte verde.